# Paul Friesé
Pour les articles homonymes, voir Friesé.
Paul Émile Friesé (ou Friésé) est un architecte français, né à Strasbourg le 12 avril 1851 et mort au front lors de la Première Guerre mondiale le 21 avril 1917 à Vendresse-et-Troyon (Aisne).
Il est connu pour ses bâtiments industriels et commerciaux.

## Biographie

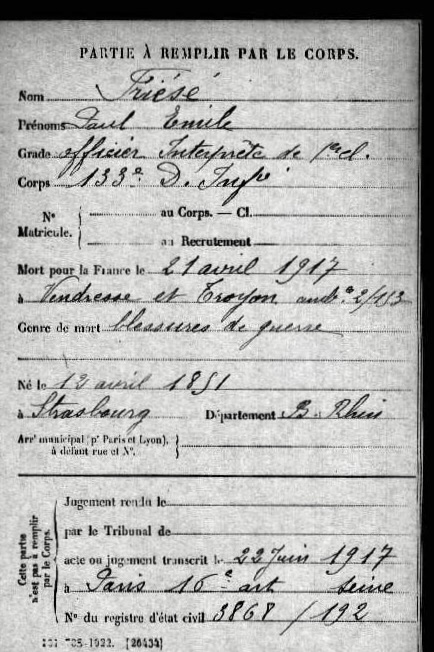
Transcription de l'acte de décès de Paul Friesé, officier interprète à la d'infanterie, mort des suites de ses blessures le 21 avril 1917 dans l'ambulance de Vendresse-et-Troyon (Aisne).

Fils d'un artisan ébéniste alsacien, Paul Friesé opte en 1871 pour la nationalité française et entre à 20 ans à l'École nationale supérieure des beaux-arts de Paris dans l'atelier de Ernest Coquart. Nommé sous-inspecteur des bâtiments civils, il devient successivement inspecteur des travaux au Palais Bourbon en 1878 et inspecteur des travaux de l'École centrale des arts et manufactures.
Associé dans un même cabinet avec Jules Denfer (1838-1914) en 1885, ils réalisent tout d'abord des lycées à Roanne et à Saint-Étienne puis l'agrandissement de la cristallerie de Sèvres et élaborent leur première centrale électrique 53 rue des Dames à Paris. Doté d'une double compétence d'ingénieur et d'architecte, Friesé les met toutes deux au service de ses réalisations industrielles. Il réalise, seul à partir de 1891, des commerces, immeubles de rapport, des villas et de nombreux bâtiments industriels dans l'Essonne actuelle (grands moulins de Corbeil, la malterie du Baron Max Springer à Ris-Orangis et la papeterie Darblay).
À partir de 1903, il travaille particulièrement pour la Compagnie du chemin de fer métropolitain de Paris (CMP), qui s'engage dans la construction de sous-stations électriques, nécessaires à l'alimentation en électricité du métro parisien. La Compagnie parisienne de distribution d’électricité (CPDE) et la CMP font appel au même architecte, appartenant en effet toutes deux au groupe Empain-Schneider. Cela explique les activités de Friesé pour les usines Schneider, notamment à Champagne-sur-Seine. Les sous-stations « Opéra » (la plus ancienne construite par Friesé) et « Bastille », encore debout, même si elles ont changé d'affectation, sont les plus célèbres. Il est également l'architecte de la Banque suisse et française (actuel Crédit commercial de France) pendant plusieurs années.
Alsacien d'origine, Paul Friesé est particulièrement attaché à son pays et au retour de sa région — où il se rend régulièrement — dans le giron français. Officier interprète de réserve (gouvernement militaire de Paris) de 1887 à 1911, il s'engage comme volontaire en 1914 malgré ses 63 ans. Blessé à la bataille du Chemin des Dames, il meurt des suites de ses blessures en 1917 à Vendresse-et-Troyon, dans l'Aisne. Il est inhumé au cimetière du Montparnasse (section 17).
Son collaborateur Eugène Haug (lui aussi strasbourgeois) lui succède à la tête de son cabinet. Il est l'architecte des Grands Moulins de Pantin.

### Prix et distinctions

#### Prix
- 1882 : deux prix et une mention au concours du Trocadéro pour ses constructions scolaires.
- 1900 : usine électrique de la Compagnie parisienne d'air comprimé, médaillée à l'Exposition universelle.
- 1904 : première médaille du Salon des artistes français pour l'usine du métropolitain de Bercy (ainsi qu'une dizaine de prix internationaux pour cette même usine).

#### Distinctions
- Officier de la Légion d'honneur (1914 ; chevalier en 1906)[3].
- Officier de l'Instruction publique (1905 ; officier d'Académie en 1885).

### Famille et descendance
Charles Friesé, son fils (né en 1901) est lui-même architecte et collabore avec Henri Sauvage, en tant que chef de projet, pour les grands magasins de la Samaritaine, à Paris, et Decré de Nantes. Après la destruction de ce dernier en 1943, il dirige, entre 1947 et 1951, l'édification du nouveau bâtiment selon un plan très différend. En 1953, il dessine le plan du cimetière Parc de Nantes, où il est inhumé. Il a laissé un important legs au musée du fort de la Pompelle. Il épouse en 1960 Victoire Durand-Gasselin, également architecte, auteur du plan du temple protestant de Nantes.
Marie-Louise Friesé, sa fille, est la mère de Pierre Schœndœrffer.

## Principales réalisations

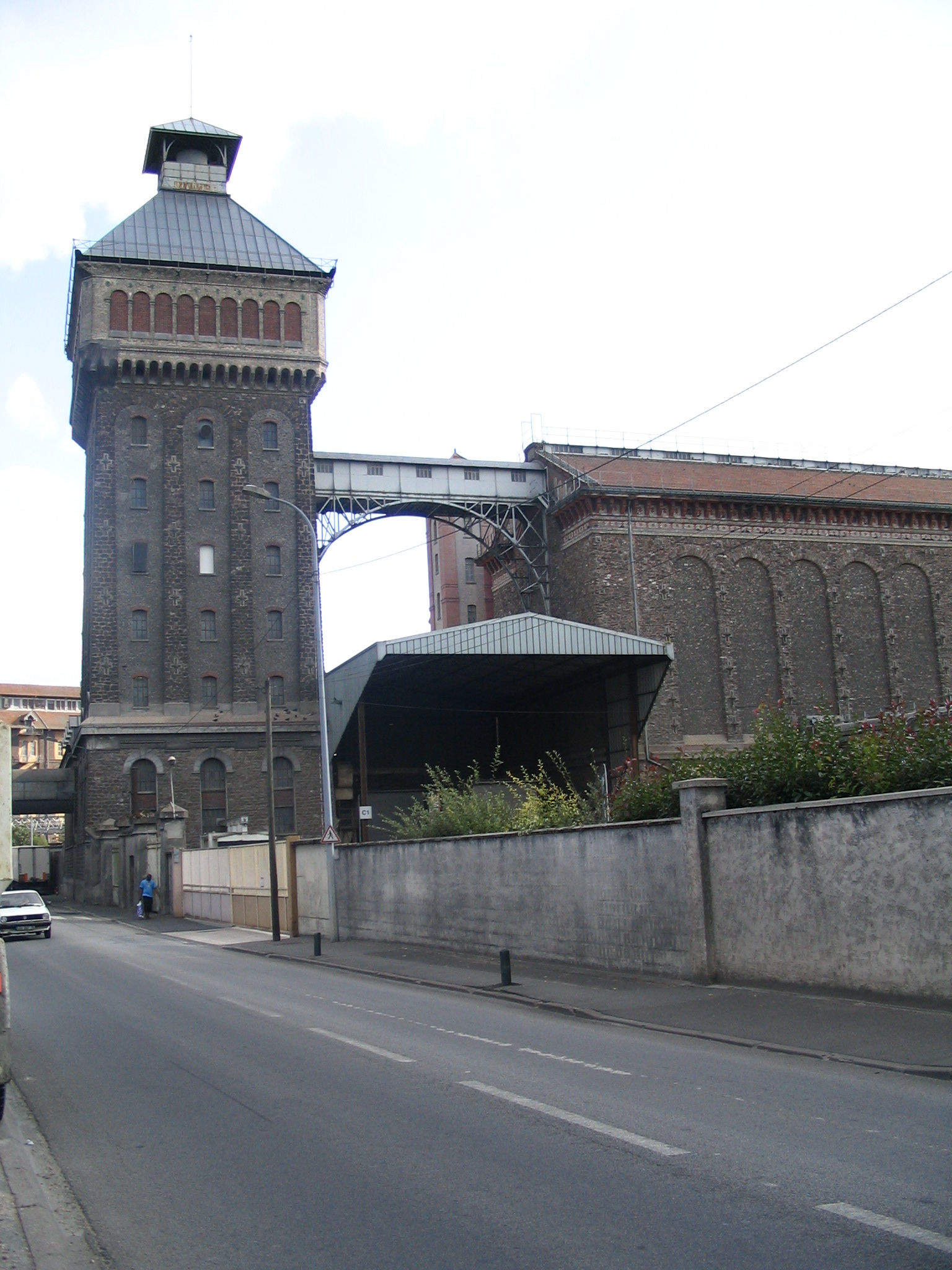
Les grands moulins de Corbeil, construits par Friesé en 1893.

- 1883-1885 : villa de style éclectique, actuellement 171 avenue de la Division-Leclerc à Enghien-les-Bains, pour le compte d'Auguste Rosenstiehl.
- 1886 : cristallerie de Sèvres à Meudon (détruite)[4].
- 1889 : usine électrique de la place Clichy, 53 rue des Dames dans le 17e arrondissement de Paris ; l'une des premières centrales électrique architecturées (inscrite MH)[5].
- 1890 : usine de produits alimentaires Springer à Maisons-Alfort[6].
- 1893 : grands moulins de Corbeil à Corbeil-Essonnes (inscrits MH)[7].
- 1895 : usine électrique pour la Compagnie parisienne d'air comprimé, 132 quai de Jemmapes dans le 10e arrondissement de Paris (inscrite MH)[8].
- 1899 : centrale électrique le Triphasé d'Asnières-sur-Seine (en grande partie détruite)[9] et siège social de la CMP avec centrale électrique, Quai de la Rapée.
- 1899 : entrepôt de la Société des transports en commun de la région parisienne pour les tramways de Vincennes à Montreuil (site détruit)[10].
- 1903 : monument funéraire du général Henrion Bertier au cimetière de Neuilly-sur-Seine, sculptures de Pierre Granet[11].
- 1903 : usine de générateurs électriques Schneider à Champagne-sur-Seine.
- 1903 : sous-station Opéra, 41 rue de Caumartin dans le 9e arrondissement de Paris, toujours en service (inscrite MH)[12].
- 1905-1913 : immeubles d'habitat social de l'Union Home, rue Daguerre à Mulhouse, à la demande de l'industriel Auguste Lalance[13].
- 1907-1908 : siège de la banque suisse et française à l'angle du 11 rue Pillet-Will et du 20 rue La Fayette dans le 9e arrondissement de Paris (actuel Hôtel Banke).
- 1908 : sous-station Temple au 36 rue Jacques-Louvel-Tessier dans le 10e arrondissement de Paris, surélevée en 1912 (inscrite MH)[14].
- 1908 : sous-station Voltaire au 14 avenue Parmentier dans le 11e arrondissement de Paris, projet de modification en cours.
- 1908-1909 : sous-station dans le 4e arrondissement de Paris, 19 rue Chanoinesse.
- 1910 : sous-station Sèvres dans le 7e arrondissement de Paris, 6 rue Juliette-Récamier (actuelle Fondation groupe EDF).
- 1910-1912 : sanatorium de Lutterbach sur la propriété de l'industriel mulhousien Lalance[15],[16].
- 1911 : sous-station Bastille dans le 4e arrondissement de Paris (inscrite MH)[17].
- 1911 : restauration et communs du château de Villebouzin, à Longpont-sur-Orge[18].
- 1912 : sous-station Auteuil, 2bis rue Michel-Ange dans le 16e arrondissement de Paris ; dernière sous-station conçue par Friesé et toujours en service (inscrite MH)[19].
- 1912 : atelier de fabrication principal de l'usine sidérurgique de Dammarie-sur-Saulx[20].
- 1913 : usine et cité ouvrière pour les papiers-peints Leroy à Saint-Fargeau-Ponthierry (inscrites MH)[21].